# 桂林街道 (重庆市)
桂林街道，是中华人民共和国重庆市潼南区下辖的一个乡镇级行政单位。

## 行政区划
桂林街道下辖以下地区：
莲花社区、井田社区、半坡村、梨树村、桂花村、倒树村、花厅村、高庙村、八角村、小舟村、观音村、铁钉村、胡家村、高何村、雷伍村和双坝村。